# Слейс (Толен)
Слейс (нід. Sluis) — селище в нідерландській провінції Зеландія. Входить до муніципалітету Толен. Наразі у селищі нараховується близько 10 будинків.